# Sheraton Hotel Ankara
Le  Sheraton Hotel Ankara est un gratte-ciel construit à Ankara en 1991 en Turquie. Il mesure 143 mètres de hauteur.
L'immeuble a été conçu par l'agence d'architecture allemande GMP.
L'hôtel est conçu comme une bouteille de vin, étant situé près des vignes de Kavaklidere
La tour est illuminée la nuit de l'intérieur à l'extérieur pour créer une impression de verticalité.